# Шарбонно, Паскаль
Паскаль Шарбонно (англ. Pascal Charbonneau; род. 6 мая 1983, Монреаль) — канадский шахматист, гроссмейстер (2006).
Двукратный чемпион Канады: 2002 (после победы в дополнительном матче над К. Спраггеттом) и 2004 (после победы в дополнительном матче над Э. Лоусоном).
Победитель открытого чемпионата Канады 2002 года (совместно с Ж.-М. Дегревом и Ж. Эбером).
В составе национальной сборной участник 5-и Олимпиад (2000—2008).

## Таблица результатов
| Год  | Город   | Турнир         | + | − | = | Результат | Место |
| ---- | ------- | -------------- | - | - | - | --------- | ----- |
| 2000 | Стамбул | 34-я Олимпиада | 2 | 2 | 5 | 4½ из 9   |       |
| 2002 | Блед    | 35-я Олимпиада | 5 | 4 | 2 | 6 из 11   |       |
| 2004 | Кальвия | 36-я Олимпиада | 3 | 5 | 4 | 5 из 12   |       |
| 2006 | Турин   | 37-я Олимпиада | 4 | 6 | 1 | 4½ из 11  |       |
| 2008 | Дрезден | 38-я Олимпиада | 5 | 2 | 2 | 6 из 9    |       |

## Изменения рейтинга
| Графики недоступны из-за технических проблем. См. информацию на Фабрикаторе и на mediawiki.org. |